# Hanaskog
Hanaskog is een plaats in de gemeente Östra Göinge in het Zweedse landschap Skåne en de provincie Skåne län. De plaats heeft 1316 inwoners (2005) en een oppervlakte van 136 hectare. Hanaskog wordt omringd door zowel landbouwgrond als bos en een paar honderd meter van de rivier de Helge å. De plaats maakt deel uit van de parochie Kviinge församling en in de plaats staat de kerk Kviinge kyrka, de oudste delen van deze kerk stammen uit het einde van de 12de eeuw.

## Verkeer en vervoer
Bij de plaats loopt de Riksväg 19. Ook loopt er door de plaats een spoorlijn, maar zonder station.
De plaats heeft een station aan de Östra Skånes Järnvägar.